# Дистанционно управление
Дистанционно управление е метод на управление, който се използва за контрол от разстояние на машина или битов електроуред. Управлението се осъществява чрез специално за целта електронно устройство или жично (чрез електрически проводник), или безжично чрез предаване на сигнали от човек. В ежедневието „дистанционно управление“ или само „дистанционно“ се използва като съкращение на „пулт за дистанционно управление“ в потребителската електроника, но понятието има много по-широк обхват и се използва в науката и технологиите при всички случаи, когато е необходимо управление от човек на машина, разположена на разстояние.
За осъществяване на дистанционното управление е необходима съвместимост между предаващия източник на сигнала в пулта за управление и приемника в отдалечената машина. Връзката може да се осъществява чрез радиовълни, инфрачервени лъчи, лазерни лъчи, безжична мрежа и др. За правилно тълкуване на командите, задавани от потребителя чрез пулта към изпълняващото командите устройство е необходимо създаването на код за съответната команда, който обикновено се залага фабрично от производителя на устройството. Това налага и голямото разнообразие от различни пултове за дистанционно управление.

## История
Още през XIX век много изследователи работят по проекти за дистанционно управление: прототипи за управление на оръжия (торпедо) предлагат Джон Луис Лей (1872), Джон Ериксон (1873) и др., а първото практически управляемо торпедо (с парна машина на брега и въжета) е патентовано от Луис Бренан (1877) и носи неговото име. През 1898 г. Никола Тесла демонстрира управление на лодка от разстояние с патентована от него насочваща радиосистема, която се опитва да предложи на американската армия, но получава отказ.

## Приложения

### В бита
Най-често пултовете за дистанционно управление се използват за задаване на команди от разстояние към телевизори или други битови електронни уреди като стерео уредби и DVD плеъри. Пултовете за тези устройства обикновено са малки, безжични, преносими обекти, с бутони по корпуса, служещи за нагласянето на различни настройки, като телевизионен канал, номер на песен и сила на звука. Конструктивно се състоят от неголяма кутия с електронна схема, бутони за управление и източник на захранване. Всъщност при по-голямата част от модерните устройства дистанционното управление съдържа всички възможни видове функции и настройки на характеристики за даденото устройство, докато върху самото него са поставени бутони единствено за най-важните и основни контролни функции. Някои по-скъпи модели управление използват и гласови команди.
Повечето дистанционни пултове комуникират със съответното си устройство чрез инфрачервени лъчи, а част от тях посредством радиосигнали. Устройствата обикновено са захранвани от малки AAA или АА батерии.

### В промишлеността
В промишлеността дистанционното управление намира приложение за контрол на подемни машини (кранове, платформи, телфери) и машини, работещи в животозастрашаваща за оператора среда. То също може да осъществява и комуникация между отделните части на една и съща машина, като това спестява разходи за връзка чрез проводници. Дистанционното управление в случая се изпълнява изцяло чрез радиовръзка или с безжична лан мрежа.

## В хобитата
Съвременните хобита като авиомоделизъм и автомоделизъм използват широко контрол с дистанционно управление.